# Siergo-Iwanowskaja
Siergo-Iwanowskaja (ros. Серго-Ивановская) – przystanek kolejowy w miejscowości Siergo-Iwanowskoje, w rejonie gagarińskim, w obwodzie smoleńskim, w Rosji. Położony jest na linii Moskwa – Mińsk – Brześć.

## Historia
Stacja kolejowa powstała w XIX w. na drodze żelaznej moskiewsko-brzeskiej, pomiędzy stacją Gżatsk i przystankiem Tumanowo. Przebudowana do przystanku w XXI w..